# Laniellus langbianis
Laniellus langbianis é uma espécie de ave da família Leiothrichidae.
É endémica do Vietname.
Os seus habitats naturais são: regiões subtropicais ou tropicais húmidas de alta altitude.
Está ameaçada por perda de habitat.